# مصطفى أديب (لبناني)
مصطفى أديب عبد الواحد (30 أغسطس 1972) هو أكاديمي ودبلوماسي لبناني كلّف بتشكيل الحكومة وذلك بعد استقالة الرئيس حسان دياب إثر إنفجار مرفأ بيروت، بين 31 أغسطس 2020، و26 سبتمبر 2020، حيث أعلن اعتذاره عن متابعة تشكيل الحكومة. يعرف أديب بأبحاثه الأكاديمية وخبرته في مجال أمن الإنسان والدولة، القوانين الانتخابية والرقابة البرلمانية على القطاع الأمني. قبل تكليفه بتشكيل الحكومة، شغل منصب سفير لبنان في ألمانيا لمدة 7 سنوات.

## النشأة
ولد أديب في 30 أغسطس 1972 في مدينة الميناء في طرابلس التي تقع في شمال لبنان، لعائلة مسلمة سنية. حاز على شهادة دكتوراه في القانون والعلوم السياسيّة من جامعة مونبيليه في فرنسا.

## الحياة العملية
بدأ مصطفى أديب التدريس في في كلية بيروت الحربية عام 2000، كما قام بتعليم مادة القانون الدولي العام، القانون الدستوري، الجغرافيا السياسية والعلاقات الدولية في جامعات مختلفة بين لبنان وفرنسا، وأصبح أستاذًا متفرغًا في الجامعة اللبنانية.
عام 2004 تولّى رئاسة مركز الدراسات الإستراتيجية للشرق الأوسط، وشارك منذ ذلك الحين بالعديد من الدراسات والأبحاث مع المركز العام للرقابة المدنية على القوات المسلحة التابع للأمم المتحدة. بالإضافة إلى ذلك، كان قد ترأس الجمعية اللبنانية للقانون الدولي، والجمعية اللبنانية للقانون السياسي، وهو عضو في جمعية خريجي الجامعات الفرنسي والمرصد من أجل السلم الأهلي الدائم.
كان أديب مقربًا من نجيب ميقاتي وكان مستشارًا له بين 2000 و2004، وعيّن ضمن اللجنة الخاصة بوضع قانون إنتخابي جديد في 2005 و2006. في 2011، عيّنه ميقاتي بعد تولّيه رئاسة الحكومة مسؤولًا عن مكتب الرئاسة. في 18 يوليو 2013، شغل منصب سفير لبنان في ألمانيا.
إعتباراً من أول أيلول ٢٠٢٤ عيّن مندوب لبنان الدائم بالوكالة لدى منظمة اليونسكو في باريس. 

## الحياة السياسية

### رئاسة الحكومة
في 30 أغسطس 2020، رشّحه تيار المستقبل بالإضافة إلى رؤساء الحكومة السابقين لتولّي المنصب بعد استقالة حسان دياب في 10 أغسطس 2020 إثر إنفجار مرفأ بيروت، بينما كان يقوم بمهامه كسفير لبنان في ألمانيا. حظي أديب بدعم الأحزاب اللبنانية الكبرى، بما فيها حزب الله، حركة أمل، التيار الوطني الحر والحزب التقدمي الإشتراكي، وكان المرشّح الوحيد للمنصب. حظي بدعم الرئيس الفرنسي إيمانويل ماكرون أيضًا، الذي قام بزيارة إلى لبنان من أجل محادثات بهدف إقامة إصلاحات ومعالجة المشاكل في البلاد وعلى رأسها الفساد. في 31 أغسطس 2020، سمّاه 90 نائبًا من أصل 120 أمام الرئيس ميشال عون، الذي قام أعلن تكليفه بتشكيل الحكومة اللبنانية بعد الإستشارات النيابية، وكان ذلك قبل ساعات قليلة من زيارة ماكرون الثانية إلى لبنان.

### اعتذاره عن تشكيل الحكومة
في 26 سبتمبر 2020، أعلن أديب مصطفى اعتذاره عن تشكيل الحكومة، وجاء ذلك عقب لقاء الرئيس اللبناني ميشال عون في قصر بعبدا، وقال في كلمة تلفزيونية «مع وصول المجهود إلى مراحله الأخيرة تبين لي أن التوافق لم يعد قائمًا وحرصًا مني على الوحدة الوطنية فإني أعتذر عن متابعة مهمة تشكيل الحكومة». وأوضح أديب «فور شروعي بالاستشارات النيابية لتشكيل الحكومة أعلنت كتل سياسية عدة بأنها لن تسمي أحدًا وأبلغت الجميع أني لست بصدد اقتراح أسماء قد تشكل استفزازًا لأي طرف»، مؤكدًا «اعتذاري يأتي بسبب عدم تلبية شروطي من الكتل السياسية بعدم تسييس التشكيل».

## الحياة الشخصية
أديب متزوج من امرأة فرنسية هي فلافيا داماتو وله منها خمسة أبناء.